# Premier Lacrosse League
La Premier Lacrosse League (PLL) è una lega professionistica americana di lacrosse. La stagione inaugurale del campionato ha debuttato il 1 giugno 2019. La lega è stata fondata dal giocatore di lacrosse professionista americano Paul Rabil e da suo fratello Mike Rabil. Gli investitori includono il Chernin Group, il Raine Group e Joe Tsai.

## Storia
Nel settembre 2018, Bloomberg riportò la notizia relativa al lancio di una nuova lega di lacrosse professionistica. La PLL sarebbe stata una concorrente diretta della più affermata Major League Lacrosse. 
Il modello mediatico della lega differisce radicalmente da quello della maggior parte delle leghe sportive professionistiche nordamericane. Una storia di Sports Illustrated del 2018 sull'allora potenziale campionato ha sottolineato che l'account Instagram di LeBron James "non presenta praticamente clip di lui che gioca a basket: quelli sono di proprietà della NBA, ovvero i suoi proprietari". Al contrario, la PLL rende open source le sue highlights, consentendo ai giocatori di usarle liberamente per creare i propri brand personali. Inoltre, la. PLL gestisce uno studio a tempo pieno che produce altri contenuti incentrati sui giocatori.
La PLL comprende otto squadre, ciascuna con un roster di 26 giocatori. Invece di legare le squadre a un mercato specifico, il campionato fa tournée in 12 diverse "città mercato principali". La stagione si svolge nell'arco di 14 settimane, di cui 10 weekend di stagione regolare, 1 weekend dedicato all'All-star Game e 3 weekend di playoff, evitando sovrapposizioni con le stagioni di lacrosse della NCAA e della National Lacrosse League.
Entro ottobre 2018, 140 giocatori erano stati ingaggiati dalle squadre iscritte alla PLL. Dei 140 giocatori 86 erano americani, 25 erano membri della nazionale degli Stati Uniti e 10 erano vincitori del Tewaaraton Award. A dicembre la lega aveva ingaggiato 17 giocatori aggiuntivi.
Nel dicembre del 2020 la lega ha annunciato la fusione con la rivale Major League Lacrosse e l'assorbimento dei Boston Cannons, provenienti da quest'ultima, sotto il nome di Cannons Lacrosse Club.

## Squadre
| Squadra                  | Città              | Fondazione | Allenatore      |
| ------------------------ | ------------------ | ---------- | --------------- |
| Archers Lacrosse Club    | Salt Lake City, UT | 2019       | Chris Bates     |
| Atlas Lacrosse Club      | Albany, NY         | 2019       | Ben Rubeor      |
| Cannons Lacrosse Club    | Boston, MA         | 2021       | Sean Quirk      |
| Chaos Lacrosse Club      | Charlotte, NC      | 2019       | Andy Towers     |
| Chrome Lacrosse Club     | Denver, CO         | 2019       | Tim Soudan      |
| Redwoods Lacrosse Club   | San Diego, CA      | 2019       | Nat St. Laurent |
| Waterdogs Lacrosse Club  | Filadelfia, PA     | 2020       | Andy Copelan    |
| Whipsnakes Lacrosse Club | Baltimora, MD      | 2019       | Jim Stagnitta   |

## Albo d'oro
| Stagione | Data         | Squadra vincitrice       | Punteggio  | Seconda classificata     | Stadio               | Località              | Spettatori               | MVP            |
| -------- | ------------ | ------------------------ | ---------- | ------------------------ | -------------------- | --------------------- | ------------------------ | -------------- |
| 2019     | 21 settembre | Whipsnakes Lacrosse Club | 12–11 (OT) | Redwoods Lacrosse Club   | Talen Energy Stadium | Chester, Pennsylvania | 12,556                   | Matt Rambo     |
| 2020     | 9 agosto     | Whipsnakes Lacrosse Club | 12–6       | Chaos Lacrosse Club      | Zions Bank Stadium   | Herriman, Utah        | 0 (pandemia di COVID-19) | Zed Williams   |
| 2021     | 19 settembre | Chaos Lacrosse Club      | 14-9       | Whipsnakes Lacrosse Club | Audi Field           | Washington, D.C.      | 16,322                   | Blaze Riorden  |
| 2022     | 18 settembre | Waterdogs Lacrosse Club  | 11-9       | Chaos Lacrosse Club      | Subaru Park          | Chester, Pennsylvania | 14,000                   | Michael Sowers |